# Panzerlehrbataillon 334

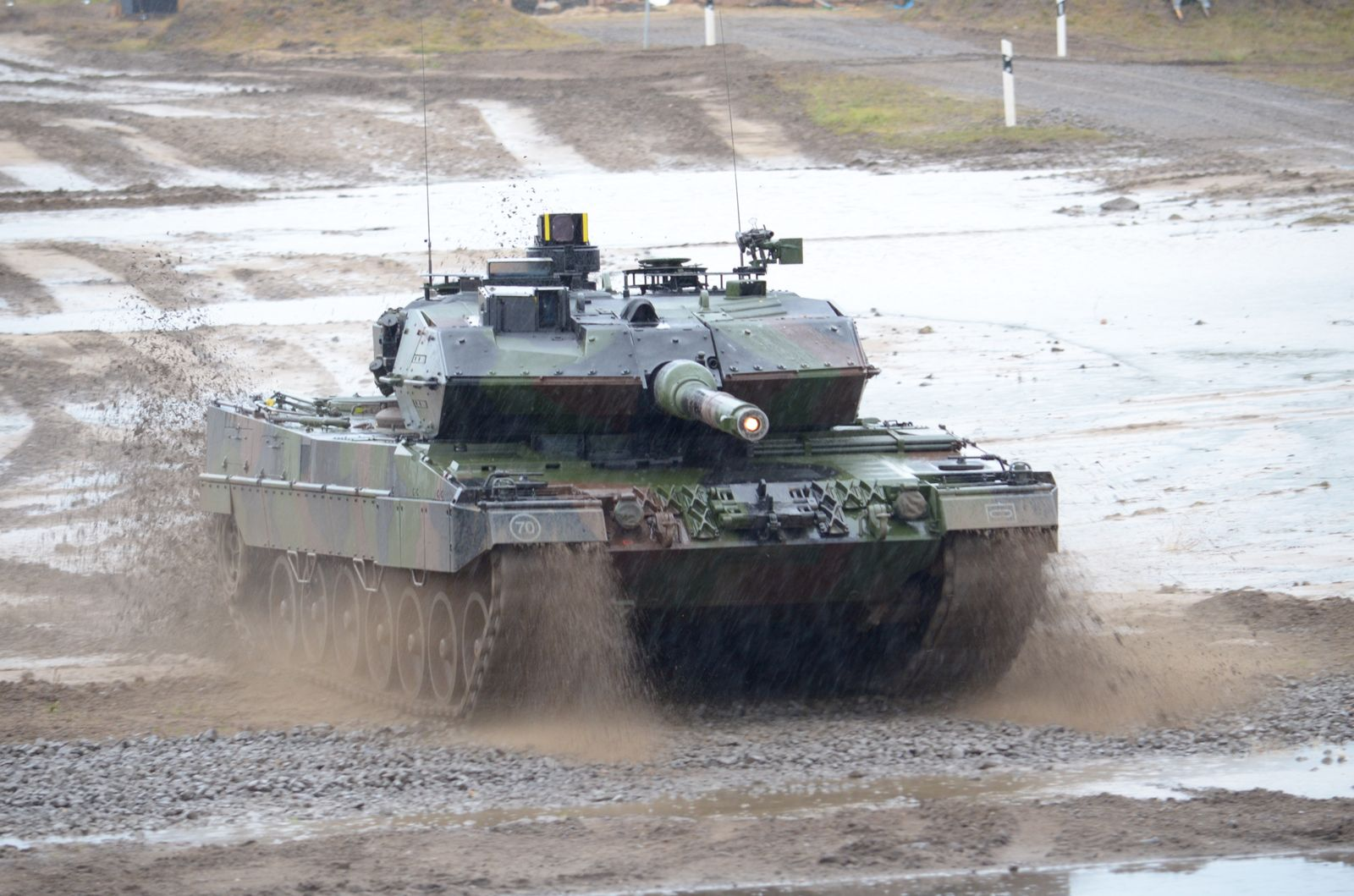
Das Hauptwaffensystem des Panzerlehrbataillons 334 war der Kampfpanzer Leopard 2A6

Patenschafts-Erinnerungsstein im Alten Rathaus in Celle

Das Panzerlehrbataillon 334 „CELLE“ (PzLehrBtl 334) war ein Panzerlehrbataillon des Heeres der Bundeswehr, das zusammen mit der 3. Kompanie des Instandsetzungsbataillons 3 in der Freiherr-von-Fritsch-Kaserne in Celle-Scheuen stationiert war.

## Vorgeschichte
Der erste Vorgängerverband des Panzerlehrbataillons 334 wurde am 1. Juli 1957 als Panzerjägerbataillon 1 in  der Clausewitz-Kaserne in Nienburg-Langendamm aufgestellt. Zum 1. April 1959 wurde das Panzerjägerbataillon 1 umgegliedert, der Panzerbrigade 3 unterstellt und in Panzerbataillon 34 umbenannt.
Im Zuge dieser Umgliederung wurde das Bataillon mit Kampfpanzern des Typs M 48A2 ausgerüstet, welche die Typen M 41 und M 47 ablösten. Die nächste Umrüstung des Hauptwaffensystems des Bataillons erfolgte im Mai 1966 mit der Einführung des Leopard 1.
Am 1. April 1969 wurde das Panzerbataillon 34 im Rahmen einer Parade in Celle begrüßt und bezog in der neuerbauten Freiherr-von-Fritsch-Kaserne Quartier.
Im Rahmen der Heeresstruktur IV wurde das Panzerbataillon 34 am 1. Oktober 1981 in Panzerbataillon 334 umbenannt. Von Oktober 1982 bis Juli 1983 wurde das Panzerbataillon 334 auf den Kampfpanzer Leopard 2 umgerüstet.

## Geschichte des Panzerlehrbataillons 334
Mit Einnahme der Heeresstruktur V wurde das Panzerbataillon 334 am 1. Oktober 1992 zum Panzerlehrbataillon 334 umbenannt und am 29. März 1993 der Panzerlehrbrigade 9 in Munster unterstellt, welche wiederum der 1. Panzerdivision unterstellt war. Aufgrund der Außerdienststellung der Panzerbrigade 33 „CELLE“ zum 30. September 1993 übernahm das Panzerlehrbataillon 334 die Tradition der Panzerbrigade 33 „CELLE“, des Panzerbataillons 331, des Panzerbataillons 333 und des Feldersatzbataillons 115.
Seit dem 31. Januar 1994 trug das Panzerlehrbataillon 334 den Beinamen „CELLE“ und hatte damit die Traditionspflege für die aufgelöste Panzerbrigade 33 „CELLE“ endgültig übernommen. Am 21. Juni 1997 feierte das Panzerlehrbataillon 334 „CELLE“ im Geiste der Vorgängerverbände und im Rahmen eines Tages der offenen Tür das vierzigjährige Bestehen zum 1. Juli 1997.
Von 2003 bis 2005 führte Frank Schmitz das Bataillon.

## Hilfs- und Auslandseinsätze
Neben zahlreichen Hilfseinsätzen, beispielsweise beim Brand in der Lüneburger Heide 1975 (noch als Panzerbataillon 34), 1998 beim ICE-Unfall von Eschede oder beim Elbhochwasser 2002, nahm das Bataillon an einem Auslandseinsatz der Bundeswehr im Kosovo 2004/2005 teil.

## Auflösung
Im Dezember 2005 wurde das Panzerlehrbataillon 334 offiziell außer Dienst gestellt. Zur endgültigen Auflösung des Verbandes übergab der verbliebene Führer der Restkräfte des Bataillons, Major Mario Ohrmann, am 30. Juni 2006 den symbolischen Schlüssel der Freiherr-von-Fritsch-Kaserne an die stellvertretende Leiterin der Standortverwaltung Hannover, Nicole Burbach. Burbach überreichte den Schlüssel dem Celler Oberbürgermeister Martin Biermann. Aufbewahrt wird der Kasernenschlüssel der Freiherr-von-Fritsch-Kaserne im Celler Garnisonmuseum. Dazu übernahm ein Mitglied des Vorstandes des Museums, Kapitänleutnant der Reserve Wolf, den Schlüssel vom Oberbürgermeister. Für das Kasernengelände wurden diverse Folgenutzungen gefunden: Der angeschlossene Standortübungsplatz wird weiterhin von der Bundeswehr genutzt. Eine ehemalige Standortschießanlage wurde 2007 von der Jägerschaft Celle und einer privaten Jagdschule zu einem modernen Schießpark umgebaut. Im ehemaligen Soldatenheim befindet sich seit 2008 das „Zentrum der Eziden in Niedersachsen“ (Jesiden). Auf dem Kasernengelände begann 2012 der Neubau der Niedersächsischen Akademie für Brand- und Katastrophenschutz Celle (Landesfeuerwehrschule; jetzt Niedersächsisches Landesamt für Brand- und Katastrophenschutz).